# Kyrkostyrelse
Begreppet kyrkostyrelse används inom flera kristna trossamfund i svenskspråkiga länder.

## Svenska kyrkan
Inom trossamfundet Svenska kyrkan är Kyrkostyrelsen den nationella nivåns verkställande organ.
Kyrkostyrelsen består av ärkebiskopen (som även är ordförande) och 14 ledamöter och lika många ersättare som väljs av Kyrkomötet. Kyrkomötet väljer även, på förslag av Biskopsmötet en av de övriga biskoparna att ersätta ärkebiskopen.
Kyrkostyrelsens ledamöter: 
- Ärkebiskop Martin Modéus, ordförande
- Wanja Lundby-Wedin (S), 1:e vice ordförande, Stockholms stift
- Håkan Widepalm (C), 2:e vice ordförande, Göteborgs stift
- Amanda Carlshamre (POSK), Stockholms stift
- Jesper Eneroth (S), Göteborgs stift
- Nils Gårder (POSK), Lunds stift
- Marie Johansson (S), Växjö stift
- Lars Johnsson (S), Strängnäs stift
- Berth Löndahl (FK), Lunds stift
- Olle Reichenberg (BA), Stockholms stift
- Elisabeth Rydström (C), Stockholms stift
- Erik Sjöstrand (POSK), Uppsala stift
- Mona Olsson (Visk), Linköpings stift
- Anna Sundberg (SD), Uppsala stift
- Margareta Winberg (S), Härnösands stift

Kyrkostyrelsens ersättare: 
- Johan Dalman, ersättare för ärkebiskopen
- Sebastian Ekeroth Clausson (S), Skara stift
- Sofia Lazic Pedersen (S), Lunds stift
- Johannes Fransson (S), Karlstads stift
- Yvonne Stålnacke (S), Luleå stift
- Lisa Gerenmark (ÖKA), Skara stift
- Marie Rydén Davoust (POSK), Strängnäs stift
- Anders Brunnstedt (POSK), Västerås stift
- Marja Sandin-Wester (MPSK), Stockholms stift
- Carin Jakobsson (C), Visby stift
- Ingvar Jonsson (SD), Västerås stift
- Bengt Kjellgren (BA), Göteborgs stift
- Linda Sjöö (Visk), Lunds stift
- Karl-Gunnar Svensson (KR), Göteborgs stift
- Xerxes Åkerfeldt (C), Strängnäs stift

Kyrkostyrelsen företräder trossamfundet och har därmed rollen att vara kyrkans samlade röst i samhället. Det åligger kyrkostyrelsen att bereda och verkställa kyrkomötets beslut. Kyrkostyrelsen leder och samordnar även Svenska kyrkans beredskapsarbete. Kyrkostyrelsen beslutar i alla övergripande och löpande frågor på nationell nivå samt utser råd och kommittéer för olika verksamheter. Bland dessa kan nämnas:
- Rådet för Svenska kyrkan i utlandet

- Kapitalförvaltningsrådet
- Internationella rådet
- Samiska rådet

Allt efter behov tillsätter Kyrkostyrelsen utredningar i aktuella kyrkliga frågor.
Kyrkostyrelsen sammanträder ungefär en gång i månaden. Kyrkostyrelsens kansli är en avdelning (gemensam med ärkebiskopens kansli) inom Kyrkokansliet som finns i Uppsala. Kyrkostyrelsens ledande tjänsteman är Svenska kyrkans generalsekreterare.

## Evangelisk-lutherska kyrkan i Finland
I Evangelisk lutherska kyrkan i Finland är Kyrkostyrelsen ett vidare begrepp och namnet på det kyrkans centrala ämbetsverk som sköter kyrkans organisation, ekonomi och förvaltning. 
De ledande tjänstemännen på kyrkostyrelsen är kanslichefen och fem ecklesiastikråd som är chefer för de olika avdelningarna. Dessa utgör kyrkostyrelsens s.k. ämbetskollegium. Kyrkostyrelsens kanslichef är ordförande för ämbetskollegiet. Genom ett reglemente har ämbetskollegiet befullmäktigats att besluta i frågor som inte behöver behandlas i plenum. Ämbetskollegiet sammanträder regelbundet varje vecka. 
Kyrkostyrelsens verksamhetsavdelning utvecklar kyrkans gemensamma verksamhet och stöder församlingsarbetet. Verksamhetsavdelningen består av sju s.k. centraler med ansvar för olika uppgiftsområden.  
Kyrkostyrelsen är också namnet på kyrkans beslutsfattande styrelse. Medlemmar häri är ärkebiskopen som självskriven ordförande, två biskopar utsedda av biskopsmötet för en fyraårsperiod samt två präster och nio lekmän utsedda av kyrkomötet för samma period. De viktigaste ärendena behandlas i plenum som vanligen sammanträder en gång i månaden i Helsingfors.   

## Svenska Missionskyrkan
Inom trossamfundet Svenska Missionskyrkan (tidigare kallad Svenska Missionsförbundet) är Kyrkostyrelsen den högsta beslutande instansen på nationell nivå mellan kyrkokonferenserna. Den består av 16 ledamöter, som väljs av kyrkokonferensen för en tid av två år. Halva antalet väljs varje år. 
Kyrkostyrelsens ledande befattningshavare på nationell nivå är missionsföreståndaren och denna skall tillsammans med kyrkostyrelsen, planera och leda Svenska Missionskyrkans arbete i enlighet med kyrkokonferensens beslut.  Kyrkostyrelsen organiserar själv sitt arbete, och kan efter behov utse utskott och delegationer för att bereda och/eller på styrelsens vägnar besluta i vissa ärenden. 
I styrelsens uppgifter ingår bl.a. besluta om mål och riktlinjer för Svenska Missionskyrkans arbete på grundval av konstitutionen samt inom ramen för beslut av kyrkokonferensen, förvalta Svenska Missionskyrkans tillgångar, förbereda ärenden som skall behandlas vid kyrkokonferensen, verkställa kyrkokonferensens beslut, besluta om Svenska Missionskyrkans centrala organisation och anställa dess personal, förbereda val av missionsföreståndare och distriktsföreståndare, tillsammans med styrelsen för Svenska missionskyrkans ungdom (SMU) föreslå kyrkokonferensen och SMU:s riksmöte förbundssekreterare för SMU, besluta om anslutning till andra samarbetsorgan än dem som anges i kyrkoordningen, utse Svenska Missionskyrkans representanter i de organ där kyrkan skall vara företrädd, utse ledamöter i ansvarsnämnden, ansvara för rekrytering till särskilda tjänster och stödja församlingarna i deras ansvar som arbetsgivare, biträda församlingarna vid rekrytering av nya medarbetare samt följa frågor avseende medarbetares och församlingars situation, samt utse församlingsråd och fastställa dess arbetsuppgifter. 
Kyrkostyrelsen har sitt säte och sitt kansli på Tegnérgatan 8 i Stockholm.

## Finlands ortodoxa kyrka
Inom Finlands ortodoxa kyrka utövas den högsta beslutanderätten av kyrkomötet, där såväl präster som lekmän är företrädda. Kyrkomötets beslut i lärofrågor och kanoniska frågor stadfästs av biskopsmötet. Verkställandet av besluten handhas av en kyrkostyrelse. Ortodoxa kyrkostyrelsen inrättades år 1918 sedan Finland blivit självständigt; de ortodoxa kyrkliga banden till Ryssland bröts, vilket samtidigt innebar att ett finländskt grekisk-ortodoxt kyrkosamfund konstituerades. De ortodoxa i Finland utträdde ur det ryska patriarkatet och anslöt sig år 1923 till patriarkatet i Konstantinopel. Kyrkostyrelsen verkade först i Viborg och flyttade år 1931 till Sordavala. Efter andra världskriget, sedan Sordavala tillfallit Sovjetunionen, fick kyrkostyrelsen sitt säte i Kuopio.  